# Îles Caïmans aux Jeux olympiques d'été de 2016
Les Îles Caïmans participent aux Jeux olympiques d'été de 2016 à Rio de Janeiro , au Brésil, du 5 au 21 août 2016. Il s'agit de sa 10e participation aux Jeux olympiques d'été.

## Athlétisme

### Hommes
| Athlète       | Épreuve          | Séries   | Séries | Quarts de finale | Quarts de finale | Demi-finales | Demi-finales | Finale   | Finale  |
| Athlète       | Épreuve          | Résultat | Rang   | Résultat         | Rang             | Résultat     | Rang         | Résultat | Rang    |
| ------------- | ---------------- | -------- | ------ | ---------------- | ---------------- | ------------ | ------------ | -------- | ------- |
| Ronald Forbes | 110 mètres haies | 14 s 67  | 6e     | NC               | NC               | Éliminé      | Éliminé      | Éliminé  | Éliminé |
| Kemar Hyman   | 100 mètres       |          |        | 10 s 34          | 7e               | Éliminé      | Éliminé      | Éliminé  | Éliminé |

## Natation
| Athlète         | Épreuve          | Séries        | Séries | Demi-finales | Demi-finales | Finale  | Finale  |
| Athlète         | Épreuve          | Temps         | Rang   | Temps        | Rang         | Temps   | Rang    |
| --------------- | ---------------- | ------------- | ------ | ------------ | ------------ | ------- | ------- |
| Geoffrey Butler | 400 m nage libre | 4 min 07 s 87 | 48e    | Éliminé      | Éliminé      | Éliminé | Éliminé |

| Athlète     | Épreuve   | Séries        | Séries | Demi-finales | Demi-finales | Finale   | Finale   |
| Athlète     | Épreuve   | Temps         | Rang   | Temps        | Rang         | Temps    | Rang     |
| ----------- | --------- | ------------- | ------ | ------------ | ------------ | -------- | -------- |
| Lara Butler | 100 m dos | 1 min 04 s 98 | 29e    | Éliminée     | Éliminée     | Éliminée | Éliminée |

## Voile
| Athlète(s)     | Compétition  | Régate 1 | Régate 2 | Régate 3 | Régate 4 | Régate 5 | Régate 6 | Régate 7 | Régate 8 | Régate 9 | Régate 10 | Total net | Total net | Medal Race | Total | Rang |
| Athlète(s)     | Compétition  | Score    | Score    | Score    | Score    | Score    | Score    | Score    | Score    | Score    | Score     | Score     | Rang      | Score      | Total | Rang |
| -------------- | ------------ | -------- | -------- | -------- | -------- | -------- | -------- | -------- | -------- | -------- | --------- | --------- | --------- | ---------- | ----- | ---- |
| Florence Allan | Laser Radial |          |          |          |          |          |          |          |          |          |           |           |           |            |       |      |